# Jane by Design
Jane By Design é uma  série de televisão estadunidense de comédia dramática adolescente, criada por April Blair que estreou em  3 de Janeiro de 2012 na ABC Family. A série é estrelada por Erica Dasher, Nick Roux, Rowly Dennis, India De Beaufort, Meagan Tandy e conta a história de Jane Quimby (Erica Dasher), uma adolescente apaixonada por moda que consegue um emprego em uma empresa do ramo, onde é confundida com uma adulta. Agora ela precisa manter as aparências, alimentar seu amor pela moda e ainda terminar o Ensino Médio.
Inicialmente, Jane By Design foi composta por 10 episódios, e após um hiato, ganhou mais 8, totalizando 18 episódios. Contudo, a série não foi renovada para uma segunda temporada, que estava prevista para estrear em julho de 2012.
No Brasil, a série estreou oficialmente no dia 3 de Julho de 2013 pelo extinto canal pago Sony Spin, com exibição às 21 horas.

## Sinopse
A trama segue Jane Quimby (Erica Dasher), uma adolescente esperta e cheia de personalidade, que consegue um emprego em uma renomada empresa de moda. No entanto, com uma idade imprópria para o trabalho, ela cria uma identidade secreta e se vê dividida entre os desafios do ensino médio e as responsabilidades em seu emprego. Jane se vê em um dilema, pois precisa esconder sua verdadeira idade no trabalho e, ao mesmo tempo, não pode revelar aos colegas da escola onde está empregada. Ela sabe que não pode perder essa oportunidade única, obtida por ter seu currículo confundido, levando-a a conquistar um cargo de responsabilidade como assistente de um dos maiores nomes no mundo da moda.

## Elenco

### Elenco Principal
- Erica Dasher como Jane Quimby, uma adolescente quase "invisível" no dia-a-dia no colégio. Quando Ben, seu irmão, entra em dívidas, ela procura por um estágio relacionado à moda. Ela consegue passar na entrevista com a terrível Gray Chandler Murray e tem uma semana para provar que aguenta o tranco.
- Nick Roux como Billy Nutter, o melhor amigo da Jane. Ele mantém um relacionamento secreto com Lulu, mas termina com ela ao perceber que ela não quer assumir o namoro em público.
- Rowly Dennis como Jeremy Jones, colega de trabalho de Jane. Um homem mulherengo  que, aos poucos, ganha a confiança de Jane.
- David Clayton Rogers como Ben Quimby, irmão mais velho de Jane. Depois da morte do seu pai, ele fica como responsável por sua irmã. Porém, com a falta de dinheiro, ele tem que conseguir um emprego. Posteriormente, trabalha como assistente da psicóloga na escola onde sua irmã estuda.
- India de Beaufort como India Jourdain, uma mulher ambiciosa que tem um namoro escondido com  Jeremy. Ela quer roubar o lugar de Gray e tenta sabotar as missões de Jane.
- Meagan Tandy como Lulu Pope, uma adolescente rica e popular que mantinha um relacionamento escondido com Billy Nutter, o que não dura muito.
- Matthew Atkinson como Nick Fadden, namorado de Jane no colégio. Ele tem ciúmes da amizade entre Jane e Billy.
- Andie MacDowell como a terrível Gray Chandler Murray, a famosa designer da Donovan Decker, patroa da Jane. Gray é uma chefe bastante rigorosa, que, mesmo sendo uma mulher "sem coração", vê o esforço e a dedicação da Jane.

### Elenco Recorrente
- Smith Cho é Rita Shaw, a psicóloga da escola de Jane. Na época colegial, Rita era famosa por ser a nerd da turma e Ben criava apelidos para ela. Anos depois Ben se apaixona por ela.
- Ser'Darius Blain é Carter, trabalha na Donovan Decker.
- Christopher B. Duncan é o pai super rigoroso de Lulu Pope.
- Rob Mayes é Tommy Nutter, irmão de Billy.
- Karynn Moore é Harper, melhor amiga de Lulu Pope.
- Teri Hatcher é a mãe de Jane.
- Mariah Buzolin é Zoe, melhor amiga e posteriormente namorada de Billy.
- Bryan Dechart é Eli, sobrinho de Gray. Ele fica com o trabalho de India após esta ser despedida por conta de uma denúncia falsa feita por Jane, indicando que India era a espiã de Beau, quando na verdade, mais tarde, descobre-se que o espião era Jeremy. Ele se torna um possível interesse amoroso de Jane.

## Temporadas
| Temporada | Temporada | Episódios | Data de Exibição     | Data de Exibição    | Laçamento em DVD               | Laçamento em DVD |
| Temporada | Temporada | Episódios | Estreia da Temporada | Final de Temporada  | Laçamento em DVD               | Laçamento em DVD |
| --------- | --------- | --------- | -------------------- | ------------------- | ------------------------------ | ---------------- |
|           | 1         | 18        | 3 de Janeiro de 2012 | 31 de Julho de 2012 | 20 de Março de 2012 (Volume 1) |                  |

## Recepção da crítica
Jane by Design teve recepção mista por parte da crítica especializada. Com base em 7 avaliações profissionais, alcançou uma pontuação de 54% no Metacritic. Por votos dos usuários do site, atingiu a nota de 6.5, usada para avaliar a recepção do público.